# Combate de Paras
El Combate de Paras, ocurrido el 27 de abril de 1822, fue un hecho de armas de la guerra de independencia peruana, durante el cual la montonera patriota del comandante Cayetano Quirós fue derrotada por las fuerzas realistas del general español José Carratalá, siendo Quirós capturado y fusilado poco después.

## Antecedentes
En noviembre de 1821 el virrey La Serna ordenó, desde su bastión en la sierra luego de su retirada de Lima, que el general José Carratalá dirigiera una nueva campaña contra las montoneras de la región con el objetivo de mantener abiertas las comunicaciones entre el Cuzco y Huancayo, donde en esta última ciudad tenía su comandancia general la división del general José de Canterac. La campaña de Carratalá, que se hizo tristemente célebre por su estilo de lucha particularmente cruel, se inició en la villa de Cangallo, hogar de los montoneros morochucos, la cual fue completamente incendiada y destruida por ser nidero de ladrones, asesinos y toda clase de delincuentes y  para servir de escarmiento a las demás poblaciones del distrito según palabras del propio Carratalá. La resistencia montonera continuó por lo que Carratalá prosiguió su marcha destructiva por los pueblos de Lucanas y Parinacocha la gran mayoría de los cuales fueron también destruidos. A su retorno por Pomacocha tuvo que hacer frente a la improvisada resistencia de ochocientos indios y mestizos apostados en las alturas, a los cuales causó 45 muertos y muchos heridos capturando también 5 carabinas y algunas lanzas, prueba de lo mal pertrechados que se encontraban los pobladores insurrectos. A pesar de estas "victorias" la montonera del ya legendario Cayetano Quirós aún no había podido ser destruida y continuaba operando en el lugar, sin embargo luego del desastre del ejército patriota en la batalla de Ica, las monteneras quedaron sin ningún punto de apoyo, por lo que las divisiones de Carratalá y José Ramón Rodil  pudieron concentrar todos sus esfuerzos en exterminar al bravo guerrillero. 

## El combate
El 22 de abril de 1822, el general Carratalá abandonó su cuartel en Ica para, al frente de 200 soldados del primer regimiento del Cuzco y 40 dragones del regimiento de San Carlos, salir en persecución de la partida de Quirós la cual se replegaba a los andes ante el avance del coronel Rodil, a las cuatro de la tarde del día 27 el general Carratalá que se había adelantado con la caballería cayó repentinamente sobre los hombres de Quirós que se encontraban en marcha por la cordillera de Paras, bajo una copiosa lluvia la caballería realista cargó sobre los desorganizados montoneros los cuales sin embargo, y según palabras del propio Carratalá, se sostuvieron varias veces resistiendo las repetidas cargas de la caballería realista hasta que finalmente fueron dispersados dejando en el campo una gran cantidad de muertos y heridos, acompañado de 20 de sus hombres Quirós logró sin embargo escapar. Poco después y mientras intentaba desesperadamente resistir con sus hombres restantes fue nuevamente derrotado en la Puntilla, capturado y torturado fue conducido prisionero a Ica donde sería fusilado junto a sus lugartenientes en la plaza La Merced en Ica, el 5 de mayo de 1822.

## Consecuencias
La destrucción de la montonera de Quirós significó un gran alivio para el virrey La Serna, ya que sus repentinos ataques y repliegues eran un constante dolor de cabeza para los comandantes de las guarniciones realistas, tal fue la relevancia de este hecho que el mismo Carratalá en el parte, que desde la cima de los andes dirigió al virrey La Serna satisfaciéndole sobre la gloriosa derrota que causó al caudillo Quirós, manifestó que tras este hecho y la victoria realista en la batalla de Ica, quedaba el país enteramente libre de enemigos hasta Cañete. A pesar de lo dicho por Carratalá la resistencia irregular continuaría, el 22 de julio de 1822, sería derrotado y muerto por el brigadier Juan Loriga el comandante Orrantia, segundo de Quirós, aun así los focos montoneros no serían del todo eliminados continuando acudillados por otros jefes hasta el fin de la guerra.